# بانتو
بانتويون وهم مجموعة من المجموعات العرقية والتي تعيش في جنوب قارة أفريقيا ويتكونون من 300-600 مجموعة عرقية ويتكلمون لغات البانتو وينتشرون من البحيرات العظمى الأفريقية في الشمال إلى سواحل رأس الرجاء الصالح في جنوب أفريقيا.

## معرض صور

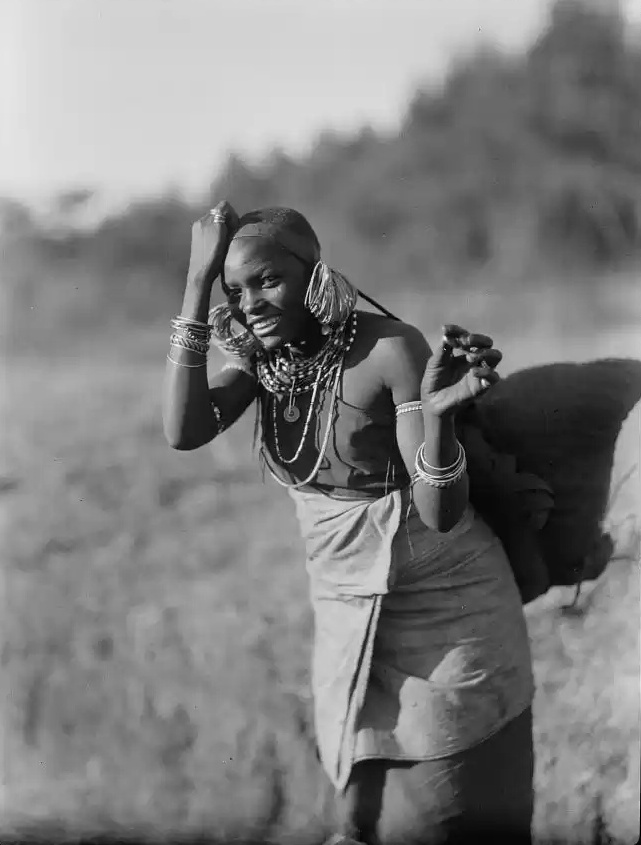
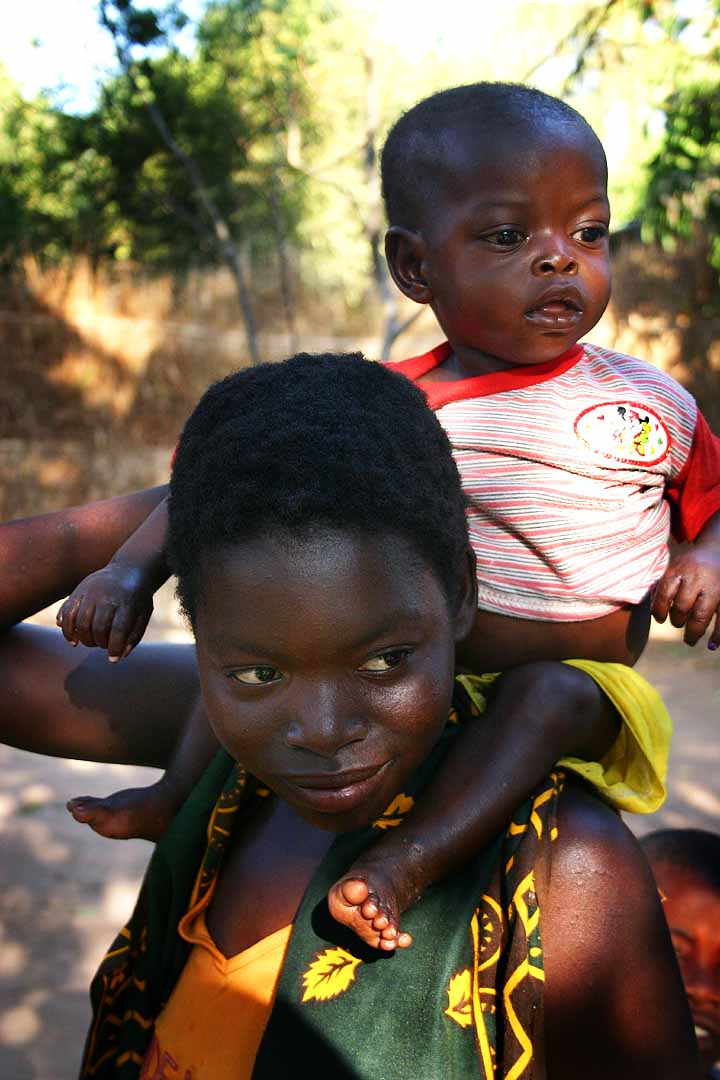